# 科爾沙基
50°47′43″N 32°12′46″E / 50.79528°N 32.21278°E
科爾沙基（烏克蘭語：Коршаки），是烏克蘭北部的村莊，隸屬切爾尼希夫州的普里盧基區。該村始建於1580年，面積3.2平方公里，海拔高度127米，2001年人口36，人口密度每平方公里11.3人。